# عثمان سونكو
عثمان سونكو (بالفرنسية: Ousmane Sonko)‏ (مواليد 15 يوليو 1974) سياسي سنغالي. هو كبير مفتشي الضرائب السابق في السنغال، ومدافع عن العدالة الضريبية.
هو رئيس الوطنيون من أجل العمل والأخلاق والأخوة ‏، وقد كان أصغر مرشح يخوض الانتخابات الرئاسية لعام 2019 في السنغال عندما تحدّى الرئيس الحالي، ماكي سال.  ينظر الكثيرون إلى سونكو على أنه زعيم معارضة صاعد في السياسة السنغالية لماكي سال.    
اتُّهِم في فبراير 2021 بالاغتصاب، وهو ما ندد به ووصفه بأنه «محاولة لتصفية سياسية» أثارها الرئيس ماكي سال. تم القبض عليه واحتجازه في الشهر التالي، مما تسبب في اشتباكات عنيفة بين أنصاره والشرطة. أُطلق سراحه بعد ذلك من خلال مراجعة قضائية.

## حياته
ولد عثمان سونكو في تييس [الإنجليزية] بالسنغال، وقضى طفولته بكلّ من سيبيكوتاني [الإنجليزية] (بالقرب من العاصمة داكار)، وكازامانس. والدهُ من كازامانس وأمه من خومبول [الإنجليزية].
حصل سونكو على البكالوريا في عام 1993، وفي عام 1999 على درجة الماجستير في العلوم القانونية، تخصص القانون العام، من جامعة جاستون بيرجر في سانت لويس بالسنغال.

## المسار المهني
بعد حصول سونكو على درجة الماجستير، التحق بالمدرسة الوطنية للإدارة والقضاء (ENAM). قضى سونكو 15 عامًا من الخدمة كاختصاصي في الضرائب.
سونكو هو رئيس الحزب الوطني السنغالي من أجل العمل والأخلاق والأخوة، الذي تم إنشاؤه في عام 2014. وهو أيضًا النائب المنتخب للجمعية الوطنية السنغالية في الانتخابات التشريعية لعام 2017.
في عام 2016، كان سونكو مفتش ضرائب تحول إلى كاشف عن الفساد، حيث كشف ممارسات فاسدة مثل الملاذات الضريبية الخارجية للنخبة السنغالية، مثل مصنع معالجة الرمال المعدنية بتكلفة 50 مليون دولار، وغيرها. تم فصله نتيجة لنشاطه. 
ألّف سونكو كتاب «النفط والغاز في السنغال» (بالفرنسية: Pétrole et gaz au Sénégal)‏، الذي نُشر عام 2017. يروي الكتاب فضائح قضية بترو تيم (Petro-Tim).  ويدعو إلى إعادة تخصيص الثروة الوطنية والإدارة المستدامة للآثار البيئية والاجتماعية لاستخراج الموارد الطبيعية. في عام 2018 قام بتأليف كتاب ثان بعنوان «الحلول».
ترشح سونكو للرئاسة في انتخابات 2019 في السنغال كمرشح للعدالة الضريبية. يريد سونكو أن تستبدل السنغال - التي لا تزال تستخدم الفرنك الفرنسي (إلى جانب سبع دول فرنكوفونية أخرى في غرب إفريقيا) - الفرنك الفرنسي بعملة محلية. "يقترح سونكو خروجًا تدريجيًا وحكيمًا ومسؤولًا من النظام النقدي للفرنك.
في الانتخابات الرئاسية في 24 فبراير 2019، أُعيد انتخاب ماكي سال، وفاز بنسبة 58٪ من الأصوات. وجاء سونكو في المركز الثالث بنسبة 16٪. خلال فترة التحضير للانتخابات (وقبل يوم الانتخابات مباشرة) تم استهداف سونكو مرارًا وتكرارًا بتشوهات مجهولة باستخدام وثائق مزورة وادعاءات كاذبة تهدف إلى تشويه سمعته. 
تم القبض على سونكو بالقرب من جامعة الشيخ أنتا ديوب في 3 مارس 2021، ووُجّهت إليه تُهم الإخلال بالنظام العام. وكان في طريقه إلى المحكمة للدفاع عن نفسه ضد تهم الاغتصاب التي يقول هو ومؤيدوه إنها ذات دوافع سياسية.

## الاحتجاجات
بدأت الاحتجاجات في 3 مارس. أدّى اعتقال عثمان سونكو في 4 مارس إلى اشتباكات بين الشرطة والطلاب المتظاهرين في داكار وفي بينونا. وقتل ثمانية اشخاص خلال الاحتجاجات.    يرى البعض أن اتهام سونكو بالاغتصاب مشكوك فيه لأن التهم الجنائية استخدمت لقمع المعارضة في الماضي.
في 4 مارس 2021، نظم السنغاليون في نيويورك احتجاجا في مقر الأمم المتحدة، للمطالبة بإطلاق سراح سونكو من السجن.
وطالب وسيط الجمهورية عليون بدارة سيسي الحكومة بوقف التهديدات والترهيب، ودعا المتظاهرين إلى وقف العنف والنهب، محذرا في 7 مارس من «أننا على شفا نهاية العالم». دعت المجموعة الاقتصادية لدول غرب إفريقيا إلى ضبط النفس والهدوء بالإضافة إلى ضمان الحق في الاحتجاج. دعا أنصار سونكو إلى ثلاثة أيام أخرى من الاحتجاج، بدءًا من 8 مارس.
يعتقد البعض أن الرئيس ماكي يحاول القضاء على المعارضة التي تسبق انتخابات 2024، وأنه قد يغير الدستور حتى يصبح مؤهلاً لولاية ثالثة، كما حدث مؤخرًا في غينيا وساحل العاج. 
وتؤكد المحاكمة ، المؤجلة إلى 8 مايو 2023 ، الإدانة في الدرجة الأولى ، لكن تم رفع العقوبة إلى 6 أشهر مع وقف التنفيذ..
في 14 ديسمبر 2023، صدر الحكم في المحاكمة الجديدة بشأن أهلية عثمان صونكو وإعلان أهلية عثمان صونكو وإعادته إلى القوائم الانتخابية..